# Edward Bernard Raczyński
Pour les articles homonymes, voir Raczyński.
Edward Bernard Raczyński armories Nałęcz[réf. nécessaire] , né le 19 décembre 1891 à Zakopane, mort le 30 juillet 1993 à Londres, est un homme d'État polonais. Il est le quatrième président de la République de Pologne en exil de 1979 jusqu'à 1986. Diplomate, écrivain, il est notamment ambassadeur de Pologne à Londres (1934-1945) et ministre des Affaires étrangères (1941-1943) au sein du gouvernement polonais en exil du temps de guerre.

## Biographie
Né dans une famille aristocratique et patriote polonaise, il est le fils d'Edward Aleksander Raczyński (pl), mécène des arts, volontaire de l'armée française de la Loire lors de la guerre de 1870, et de Róża Potocka (pl), éminence grise au sein du mouvement indépendantiste en Pologne sous domination austro-hongroise. Sa jeunesse et ses premières années de formation (lycée Sobieski) se passent à Cracovie et ses vacances dans le domaine familial de Rogalin près de Poznań. Il acquiert une culture très vaste, le goût de la littérature et la connaissance des principales langues européennes. Il étudie le droit à Cracovie, Leipzig et Londres (London School of Economics). Il est docteur en droit de l'université Jagellonne de Cracovie en 1915.
Peu avant la déclaration d'indépendance, il rejoint l'armée polonaise en constitution et contribue à désarmer les forces d'occupation allemandes à Varsovie le 11 novembre 1918. Il est appelé, en mai 1919, à quitter l'école d'officiers pour rejoindre le service diplomatique polonais en voie de constitution. Il sert à Copenhague et Londres où il épouse, en premières noces, en 1925 Joyous Markham (qui décèdera en 1930 des suites de couches). En 1925, Edward Raczynski est de retour à Varsovie où il dirige successivement la Direction d'Europe orientale et le Département des affaires multilatérales du ministère polonais des Affaires étrangères. En 1932, il épouse en secondes noces Cecylia Jaroszynska qui lui donnera trois filles. La même année, il rejoint Genève comme Délégué de la Pologne à la Société des Nations. Il y négociera et signera, au nom de la Pologne, la Convention sur la définition de l'agresseur et de l'agression (3 juillet 1933). Il est nommé ambassadeur à Londres en 1934 et le restera jusqu'au retrait par les Anglo-Saxons de leur reconnaissance du gouvernement polonais en exil, le 4 juillet 1945.

## La Seconde Guerre mondiale
Edward Raczynski œuvre à Londres au rapprochement polono-britannique et à compléter la traditionnelle alliance franco-polonaise par une alliance polono-britannique offrant de réelles garanties devant la montée du péril nazi. Il signera au nom de la Pologne, le 25 août 1939, le pacte polono-britannique dont les clauses conduiront la Grande-Bretagne à déclarer la guerre à l'Allemagne, le 3 septembre 1939. Il déploie une activité intense au cours des semaines de septembre 1939, sans succès, pour assurer une aide autre que verbale de la Grande-Bretagne à la Pologne victime de l'agression allemande (1er septembre) et bientôt soviétique (17 septembre). Sur les ondes de la BBC-section polonaise qu'il inaugure le 7 septembre 1939, il est, pour la Pologne combattante, la voix du monde libre, confortant les défenseurs de Varsovie et le Président de la ville, Stefan Starzyński. Avec son frère Roger Raczyński, ambassadeur de Pologne en Roumanie (où se trouvent internés, après le 17 septembre 1939, le président de la République et le gouvernement polonais), il joue un rôle-clé dans la préservation de la continuité de l'État polonais et la désignation de nouvelles autorités légales en vertu de la Constitution polonaise,. Ces autorités (le Président Władysław Raczkiewicz et le gouvernement du général Władysław Sikorski) s'installeront à Paris, puis à Angers. En juin 1940, au moment de la défaite de la France et de l'évacuation périlleuse par bateau, depuis Saint-Jean-de-Luz, des autorités polonaises à destination de l'Angleterre pour continuer la lutte, le Président Raczkiewicz signera le 19 juin un décret nommant, au cas où il perdrait la vie et en cas d'empêchement du général Kazimierz Sosnkowski, Edward Raczyński comme Président de la République de Pologne.
À partir d'août 1941, Edward Raczyński occupe le poste de ministre des Affaires étrangères dans le gouvernement du général Sikorski tout en conservant son poste d'ambassadeur. C'est en cette qualité de ministre des Affaires étrangères qu'il adresse aux gouvernements des pays alliés le document The Mass Extermination of Jews in German Occupied Poland, l'un des rapports les plus précoces, les plus précis et les plus accablants sur l'extermination en cours des Juifs en Pologne occupée par l'Allemagne et sur le caractère total et implacable de l'entreprise d'extermination nazie : le rapport Raczyński. Cette note du 10 décembre 1942 est en partie fondée sur les informations emportées de Pologne, à l'automne 1942, sous forme de microfilm, par le courrier de la Résistance polonaise, Jan Karski. Elle constitue à cette date la première dénonciation officielle par un gouvernement allié de l'Holocauste en cours et la première démarche officielle d'un gouvernement en défense des Juifs en tant que victimes particulières de l'Allemagne hitlérienne quelle que soit leur appartenance étatique. Raczyński plaidera sans succès auprès des Alliés, au nom du gouvernement polonais, en faveur d'actions concrètes et spécifiques pour tenter d'arrêter l'extermination en cours,.
La mort du général Sikorski en juillet 1943 et son remplacement par Stanisław Mikołajczyk entraînant un remaniement ministériel, Edward Raczyński quitte ses fonctions de ministre, mais reste en tant qu'ambassadeur un personnage clef de la relation avec les autorités britanniques au sein desquelles il jouit d'une excellente réputation. Alors que l'influence de la Pologne politique et combattante et son poids aux yeux des Alliés décroît au fur et à mesure des victoires soviétiques sur le front de l'Est, Raczyński est l'observateur lucide de la tragédie finale des Polonais libres et du nouvel asservissement de la Pologne par l'Armée rouge, accéléré par l'échec — facilité par l'attitude soviétique — de l'insurrection de Varsovie. Dans ces conditions, le gouvernement polonais en exil dirigé par Tomasz Arciszewski en 1945 ne peut être autre chose qu'un « gouvernement de protestation nationale ».

## Une des principales autorités morales de la Pologne en exil
Après-guerre, Edward Raczyński œuvre à l'insertion dans la société britannique de ses concitoyens, nombreux, en particulier les militaires, à choisir de rester au Royaume-Uni, en travaillant pour le "Interim Treasury Committee for Polish questions" et, dans les années 1947-1952, comme conseiller auprès du Ministère britannique du Travail et de la Protection sociale. Il participe au Mouvement européen dès 1948 et reste actif dans le débat politique polonais en exil. C'est ce qui l'amène à constituer avec le général Władysław Anders et Tomasz Arciszewski, puis le général Tadeusz Bór-Komorowski, ancien commandant en chef de l'Armia Krajowa (AK), un Conseil des Trois en opposition au Président de la République en exil d'alors, August Zaleski qui refuse, après 1954, de transmettre selon la coutume la fonction à son successeur. Le "Conseil des Trois" représentera, jusqu'à la mort de Zaleski en 1972, l'autorité légitime pour une majorité de l'émigration politique polonaise. Par sa hauteur de vues, son ouverture d'esprit et sa modération, Edward Raczyński contribue grandement à reconstituer l'unité de l'émigration politique polonaise déchirée entre deux camps rivaux. Raczynski sera désigné par le nouveau président de la République Stanisław Ostrowski (1972-1979) comme successeur. Il sera le dernier président de la République en exil (du 8 avril 1979 au 8 avril 1986) à avoir exercé des fonctions de premier plan pendant la guerre. À son décès en 1993, à 101 ans, Raczyński était aussi le plus âgé de tous les anciens Chefs d'État vivants.

## La lutte pour la liberté et la fin du communisme
La présidence de Edward Raczyński (1979-1986) a correspondu à l'émergence du mouvement "Solidarność" en Pologne. En dépit de son âge avancé et de sa vue déclinante, mais en possession de toutes ses facultés intellectuelles, le président de la République en exil a parfaitement compris la portée de la contestation en Pologne et lui a apporté tout le soutien, matériel et moral, de l'émigration politique polonaise. Raczyński co-initie et préside alors aux destinées de fonds d'aide à la société civile polonaise le "Fonds d'aide aux ouvriers" Fundusz pomocy robotnikom, le "Fonds de la liberté de parole" Fundusz wolnosci slowa, le "Fonds d'aide au pays" Fundusz pomocy Krajowi. Il reçoit, sans discrimination de nature politique, visiteurs et opposants de Pologne, restant à chaque instant remarquablement bien informé de la situation sur place. Il plaide, au cours de l'état de guerre en Pologne, auprès des représentants et des medias occidentaux la cause de l'opposition polonaise, usant notamment de la radio (Radio Free Europe et BBC section polonaise). Il transmet à son tour, en 1986, ses pouvoirs à son successeur, Kazimierz Sabbat (1986-1989). Edward Raczynski aura l'immense joie personnelle de voir la Pologne recouvrer son indépendance de son vivant et élire, dans les premières élections totalement libres depuis la guerre (élections présidentielles des 25 novembre et 9 décembre 1990), Lech Wałęsa qui tient à lui rendre visite à domicile, à Londres, en 1989 comme lors de sa visite d'État au Royaume-Uni en 1991,. Le successeur de Raczynski étant décédé en 1989, c'est le dernier président de la République en exil, Ryszard Kaczorowski qui transmettra solennellement, le 22 décembre 1990, ses pouvoirs ainsi que les insignes présidentiels de la Seconde République polonaise au nouveau président Lech Wałęsa. Ainsi se clôt, en 1990, une période de plus de 50 ans d'efforts pour l'indépendance à laquelle Edward Raczynski aura, à côté de bien d'autres, tant contribué.
Edward Raczyński épouse en troisièmes noces, à l'âge de 97 ans, Aniela Mieczyslawska née Lilpop.
Il lègue à la veille de son centième anniversaire, dans la grande tradition patriotique et philanthropique de la famille Raczyński, à la nation polonaise son palais, son domaine et ses collections de peinture polonaise et européenne de Rogalin, près de Poznań, en créant une Fondation en 1991, Fundacja imienia Raczynskich przy Muzeum Narodowym w Poznaniu,. Il était le dernier représentant masculin de la famille polonaise des Raczynski.
Il est l'auteur de plusieurs ouvrages: ses mémoires de guerre "In Allied London" et ses souvenirs de diplomate "Od Narcyza Kulikowskiego do Winstona Churchilla", son livre consacré à sa mère "Pani Roza", son ouvrage sur Rogalin et les Raczynski "Rogalin i jego mieszkancy", ses deux livres d'entretiens "Od Genewy do Jalty" et "Czas wielkich zmian", sa monographie sur l'alliance polono-britannique "The Polish British Alliance its origins and meaning", ses propres poèmes et sa traduction des poèmes d'Omar Khayyam, sa traduction du français vers le polonais des mémoires de Wirydianna Fiszer (en) rédigées à la fin du XVIIIe siècle.

## Honneurs et distinctions
Distinctions polonaises :
- Décoré de l'Ordre de l'Aigle blanc
- Grand-croix de l'Ordre Polonia Restituta

Distinctions britanniques :
- Chevalier Grand-croix de l'Ordre de l'Empire britannique (Grand Cross of the Order of the British Empire - GBE) en 1991

Distinctions pontificales :
- Grand-croix de l'ordre de Pie IX
- Citoyen d'honneur des villes de Cracovie et de Poznań
- Docteur honoris causa de la Polski Uniwersytet Na Obczyznie (PUNO) en 1982
- Docteur honoris causa de l'université Jagellonne de Cracovie en 1992[28],[29]

La maison où Raczyński habitait et mourut, no 8, Lennox Gardens à Londres, porte depuis 2004 une blue plaque à sa mémoire,. La poste polonaise a émis en septembre 2008 un timbre à son effigie.